# Cratere Fersman
Fersman è un cratere lunare intitolato al geochimico tedesco Aleksander Fersman. È una formazione di grandi dimensioni sulla faccia nascosta della Luna; si trova ad est del cratere Poynting, e a ovest-nordovest del cratere Weyl. A sud è situato il grande cratere Hertzprung.
È un cratere eroso con un modesto bordo esterno. La parte sudest dell'orlo e quella orientale del fondo sono caratterizzate da depositi piroclastici che si estendono da sudest a nordovest. Si osserva anche una sequenza pressoché lineare di piccoli crateri che inizia a sudest e continua per circa 100 km verso nordovest. La serie di formazioni si interrompe per il restante tratto di fondo, e riprende sul bordo settentrionale.
Parecchi altri crateri minori punteggiano il fondo di Fersman, in particolare un piccolo raggruppamento a sud del punto centrale. L'orlo ha un rigonfiamento verso l'esterno sul lato sudest, e confini irregolari sia a nord che a sud. Lungo la parete interna del bordo occidentale si trova un altro piccolo cratere.